# مادلین برس
مادلین برس (۲۵ نوامبر ۱۸۴۲–۳۰ نوامبر ۱۹۲۱)، اولین زن اهل فرانسه بود که موفق به اخذ مدرک پزشکی شد.

## بزرگداشت
- چندین مدرسه و مهدکودک (مونت پلیه) در فرانسه به نام او نامگذاری شده‌اند.
- یک بال از مرکز بیمارستان آرژانتویل (Val-d'Oise)، که در سال ۲۰۱۳ افتتاح شد، به نام او نامگذاری شده‌است.
- خیابانی در منطقه ۱۳ پاریس به نام او نامگذاری شده‌است.
- خیابانی در بزانسون Besançon (در نزدیکی درمانگاه سنت وینسنت) ب به نام او نامگذاری شده‌است.
- در ۲۵ نوامبر ۲۰۱۹، گوگل ۱۷۷ سالگرد تولد او را با تغییر گوگل دودل جشن گرفت.[۱]